# シアントラニリプロール
シアントラニリプロール（英: Cyantraniliprole）は、アントラニリックジアミド骨格を有する殺虫剤の一つである。

## 歴史
デュポン社により開発された殺虫剤である。2000年よりリード化合物が選抜され、世界各国で同時に開発が進められた。日本では2008年より日本植物防疫協会を通して試験が行われ、2014年10月3日に本物質を有効成分とする製剤が農薬取締法に基づく農薬登録を受けた。

## 効果
野菜、果物の農地に使用され、チョウ目、ハエ目、アザミウマ目、カメムシ目、甲虫目に対して殺虫作用を示す。作用機序は、昆虫の筋肉細胞内のカルシウムチャネル（リアノジン受容体）に作用してカルシウムイオンを放出させ、筋収縮を起こすことによると考えられている。急性毒性試験では、ミツバチおよび蚕に対しても強い影響を示した。

## 製剤
2014年10月現在アメリカ、カナダ、コロンビア、マレーシア、ニュージーランド、ベトナム、西アフリカ諸国等で殺虫剤として登録されている。日本ではイネ、果樹、野菜、豆、芝などを適用作物として、水和剤「デュポン ベネビアOD」、「デュポン ベリマークSC」、「デュポン エクシレルSE」、「デュポンエスペランサ」および粒剤の「パディート箱粒剤」が登録されている。